# Те Ванга
Те Ванга (англ. Te Whanga Lagoon) — лагуна, яка домінує на острові Чатем у південно-західній частині Тихого океану, біля східного узбережжя Нової Зеландії.

## Історія
Вперше лагуна була описана в 1841 році доктором Е. Діффенбахом. Тоді вона була лише трохи солонуватою і відокремлена від моря низькою вузькою піщаною косою та мала рівень водної поверхні близько 0,61 м над рівнем припливу. У 1880-х роках в південно-східній частині лагуни на східному узбережжі острова був викопаний дренажний канал Гікуранґі (англ. Hikurangi Channel), для зниження рівня води в лагуні, що значно зменшило її площу і відповідно збільшило площі сільськогосподарських угідь на острові.

## Географія
Лагуна займає площу 179 км². За іншими джерелами її площа становить — 160 км². Довжина лагуни, з півночі на південь — 27 км, максимальна ширина — 14 км.
Це практично замкнута водойма (озеро), яка живиться водою кількох невеликих річок та струмків, що стікають переважно з горбистої південної частини острова і вода з якої витікає в затоку Генсон (Тихий океан) через дренажний канал Гікуранґі, який розташований в південно-східній частині лагуни на східному узбережжі острова.
На поверхні лагуни розташовані понад десяток остовів і острівців. Найбільший з них — Вайкава розташований в районі дренажного каналу. На узбережжі лагуни, розташовано кілька озер. Найбільші з яких — Ранґітаг (8,7 км², 43°45′52″ пд. ш. 176°20′46″ зх. д. / 43.7644° пд. ш. 176.3460° зх. д.) та Гуро (5,8 км², 43°56′47″ пд. ш. 176°30′41″ зх. д. / 43.9463° пд. ш. 176.5115° зх. д.). На західному узбережжі, на півострові, який майже на 10 км вдається в лагуну і закінчується мисом Карева, розташований місцевий аеропорт (43°48′36″ пд. ш. 176°27′26″ зх. д. / 43.81000° пд. ш. 176.45722° зх. д.).
Лагуна містить багато скам'янілостей зубів акули, які можна зібрати на її берегах. З часом лагуна, швидше за все, може замулитися.

## Галерея

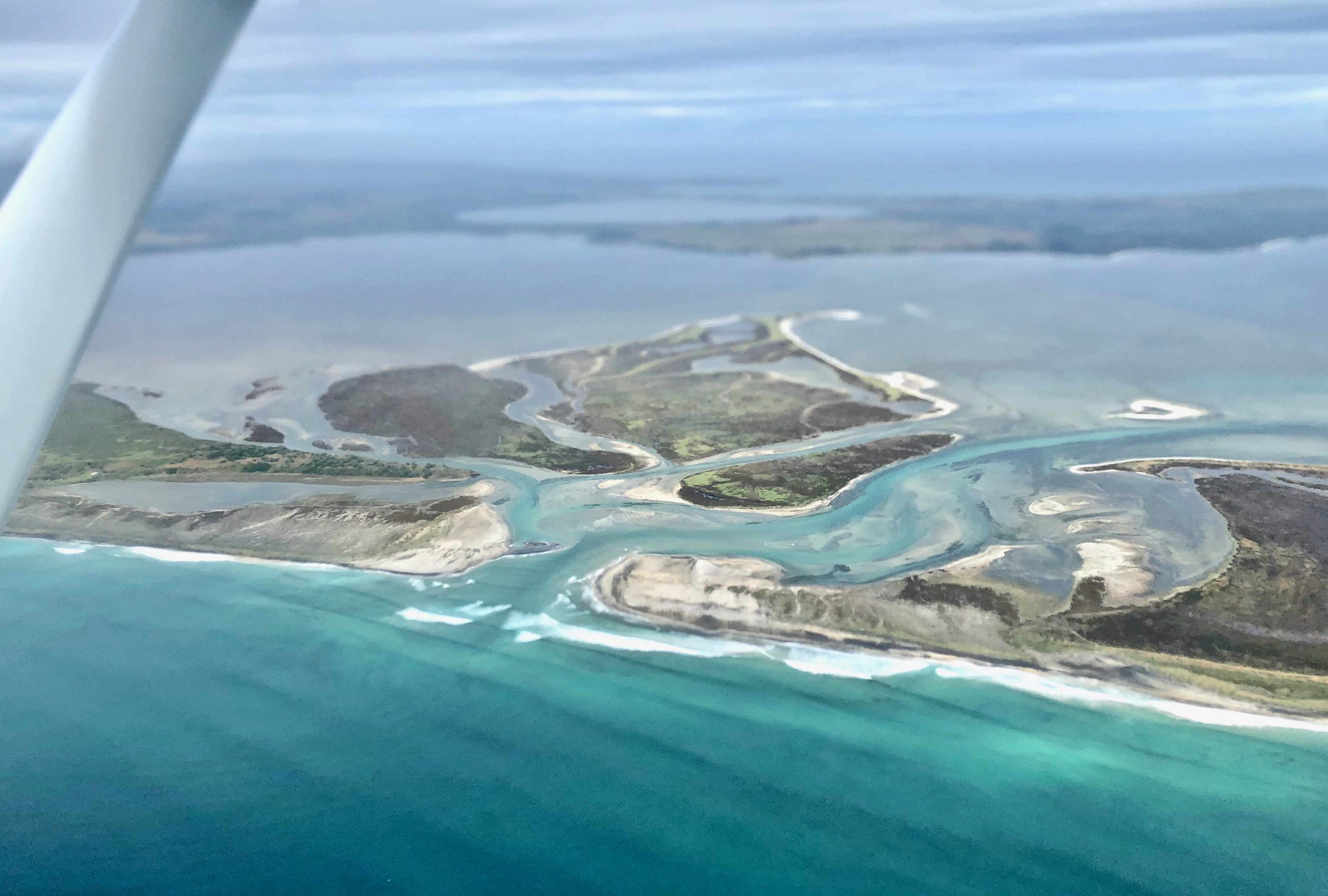
Канал Гікуранґі, лагуни Те Ванга
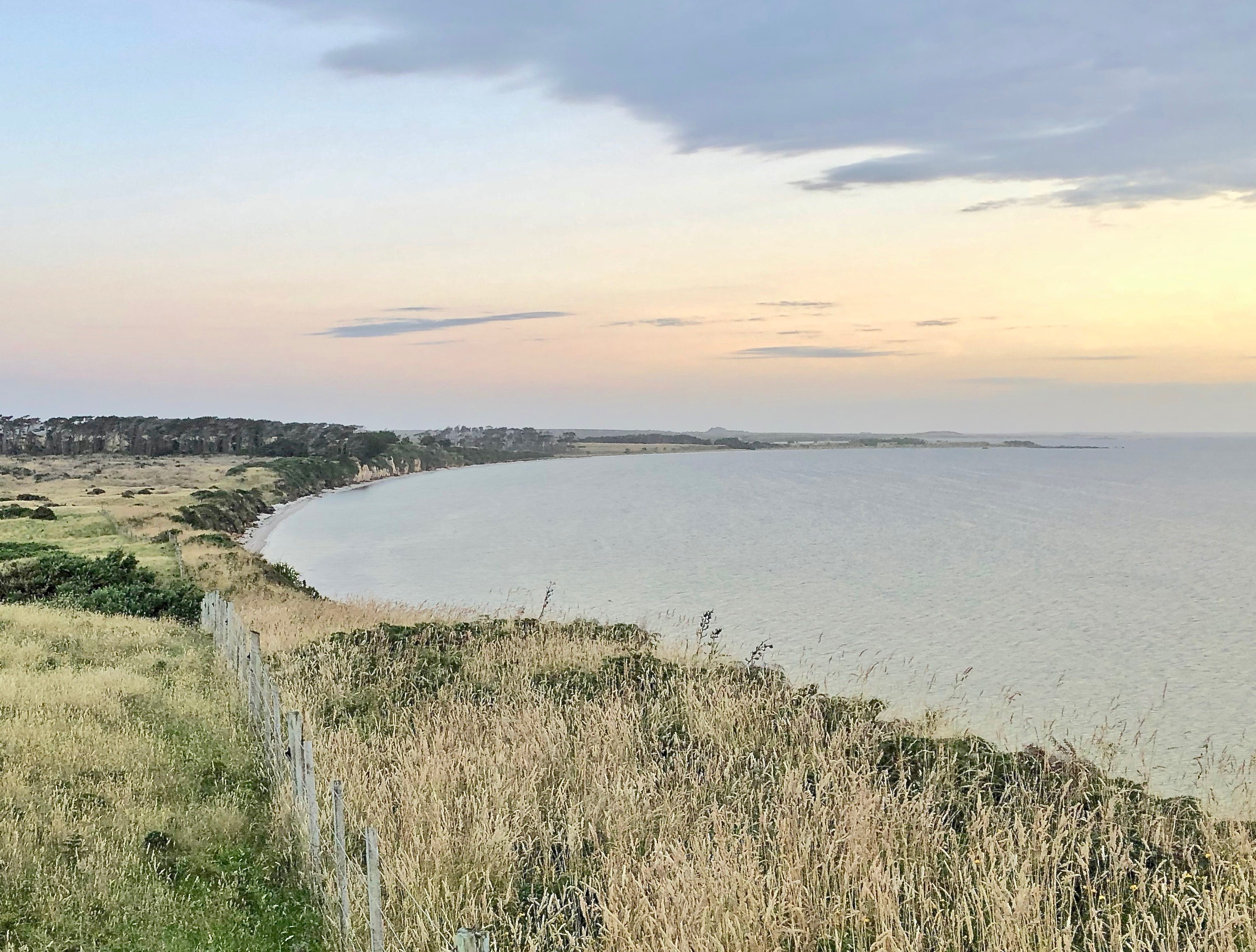
Вайкато-Пойнт. Скелі піднімаються приблизно до 30 м, на західному узбережжі лагуни
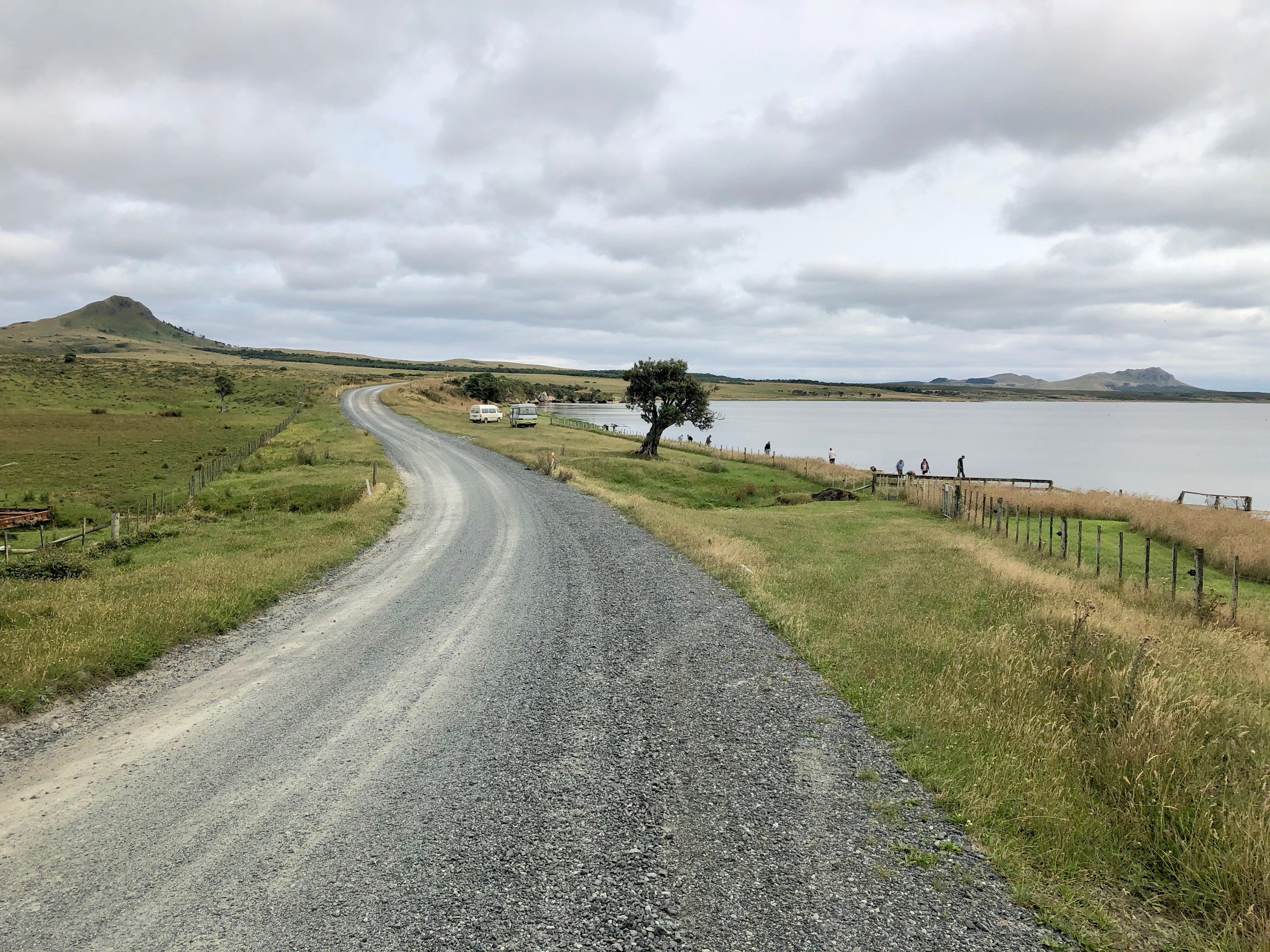
Лагуна Те Ванга. Затока Блайнд Джимс. Гори: Корако 178 м (ліворуч), Ранґітіг 149 м і Чадлі 188 м (праворуч).
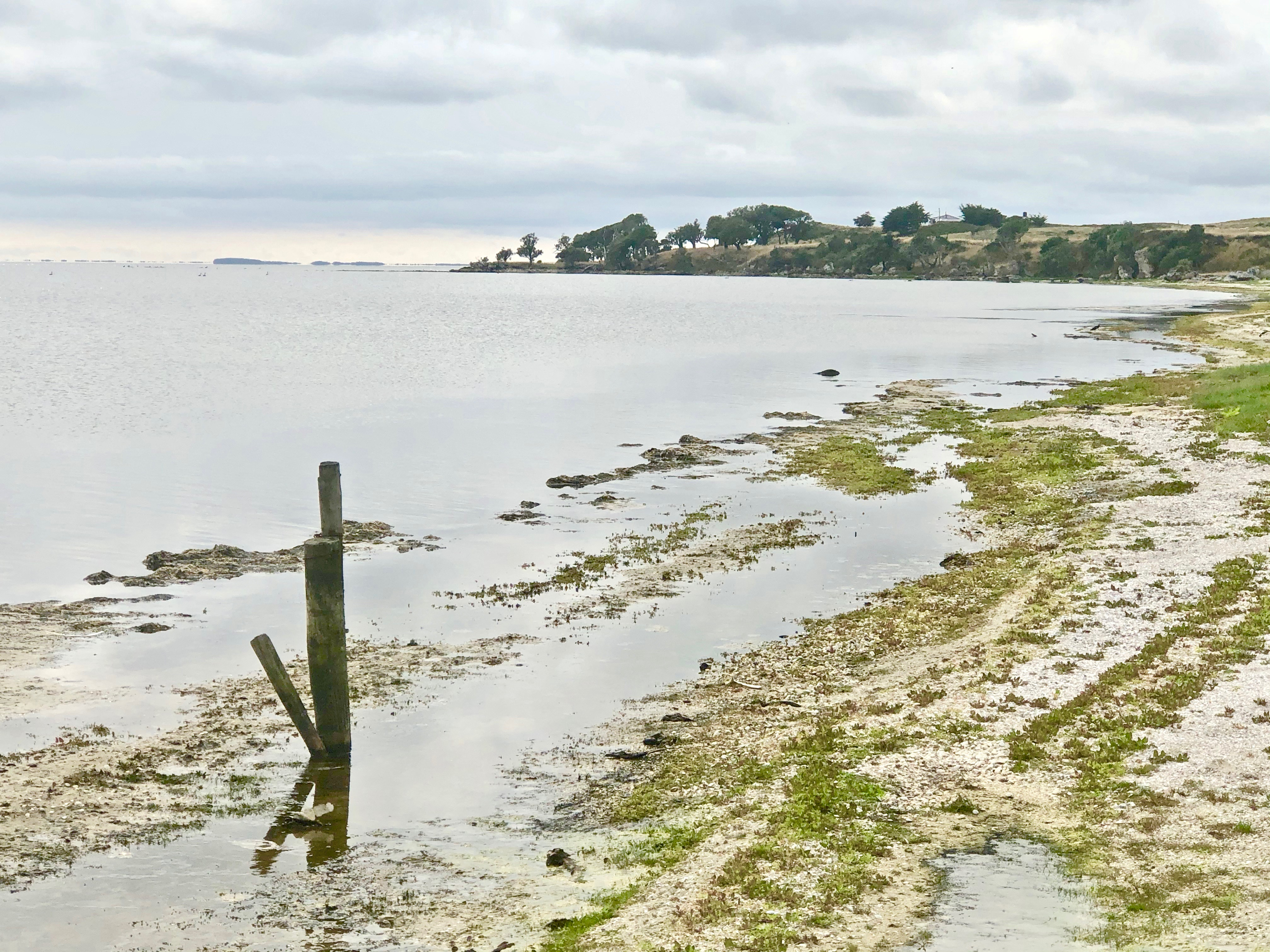
Катл-Пойнт, лагуна Те Ванга